# Corteconcepción
Corteconcepción es un municipio español de la provincia de Huelva, Andalucía. Cuenta con una población de 573 habitantes (INE 2024). Su extensión superficial es de 49 km² y tiene una densidad de 12,39 hab/km². Se encuentra situada a una altitud de 572 metros y a 114 kilómetros de la capital de provincia, Huelva. Dentro de su término municipal se encuentra la mayor parte del Embalse de Aracena.

## Prehistoria
Se conocen indicios de asentamientos que se remontan a cinco milenios de antigüedad, como pone de manifiesto el yacimiento arqueológico encontrado a orillas del embalse, el Dolmen de Monte Acosta, con unas dimensiones de 0,9 metros de alto x 1,6 de ancho y 4,3 de largo. La presencia romana se data debido al hallazgo de un crismón paleocristiano, símbolo muy representativo de esta época, que alude al nombre de Cristo.

## Historia
El pueblo de Corteconcepción como tal se originó a mediados del siglo XV, con la construcción de una quinta habitada por algunas familias que se dedicaban al cultivo y a la cría de ganado. Poco a poco, estas familias fueron edificando otras viviendas y aumentando la población hasta que, a mediados del siglo XVI, se construye la iglesia parroquial de La Concepción (1550).
En el siglo XIX, los vecinos de Corteconcepción piden la independencia, cansados de los altos impuestos decretados por Aracena. S. M. El Rey Fernando VII, tras estudiar la situación a la que estaban sometidos los cortesanos y previo pago de una fuerte suma de dinero por parte de ellos, decide concederles la gracia de villazgo el 27 de diciembre de 1816.

## Demografía
Corteconcepción cuenta con una población de 573 habitantes (INE 2024).
| Gráfica de evolución demográfica de Corteconcepción entre 1842 y 2021                                               |
| |
| Población de derecho según los censos de población del INE Población de hecho según los censos de población del INE |

| 703                       | 672 | 678 | 671 | 632 | 633 | 620 | 615 | 615 | 607 | 608 | 597 | 550 | 556 | 552 | 547 | 548 | 543 | 548 | 580 | 561 |
| (Fuente: INE [Consultar]) |     |     |     |     |     |     |     |     |     |     |     |     |     |     |     |     |     |     |     |     |

## Economía

### Evolución de la deuda viva municipal
| Gráfica de evolución de Deuda viva del Ayuntamiento de Corteconcepción entre 2008 y 2019                                |
| |
| Deuda viva del Ayuntamiento de Corteconcepción en miles de Euros según datos del Ministerio de Hacienda y Ad. Públicas. |